# Lepadogaster candolii
Lepadogaster candolii Risso, 1810, conosciuto comunemente come succiascoglio olivaceo, è un pesce della famiglia Gobiesocidae.

## Distribuzione e habitat
Diffuso nell'Oceano Atlantico orientale, dalle isole Britanniche fino alle Canarie, nel Mar Mediterraneo e nel Mar Nero. 

In Atlantico spesso si riscontra in presenza delle alghe dei generi Himanthalia e Laminaria, mentre in mar Mediterraneo si trova in acque poco profonde (talvolta anche nella zona intertidale) o nelle pozze di marea. Vive in strette fessure o sotto i sassi, spesso con il ventre verso l'alto.

## Descrizione
Ha un aspetto caratteristico come tutti i Gobiesocidae, con corpo appiattito e testa molto grande, triangolare. È dotato di una ventosa adesiva ventrale, usata per attaccarsi sotto gli scogli (da qui il nome di succiascoglio). È molto simile al succiascoglio ma la pinna dorsale e la pinna anale sono completamente separate dalla pinna caudale e la narice è priva di tentacolo. La colorazione è estremamente variabile, con colorazione che può andare dal rossastro al verde al rosso fuoco con macchie e striature molto variabili. Tra gli occhi è presente una striatura bianca e a lato degli occhi sono presenti delle barre oblique scure. Misura fino a 7,5 centimetri.

## Riproduzione
Avviene in primavera-estate, le uova vengono deposte sulle pietre alle quali, essendo adesive, aderiscono. Entrambi i genitori fanno la guardia alle uova.

## Biologia
Vive perennemente attaccato ai sassi o agli scogli mediante la ventosa ventrale. Recentemente è stata osservata la sua associazione (e di Parablennius rouxi)  con Muraena helena; probabilmente, il piccolo pesce è un "pulitore" occasionale della Murena.

## Acquariofilia
Si adatta molto bene alla vita in acquario ed è ricercato dagli acquariofili.

## Galleria d'immagini

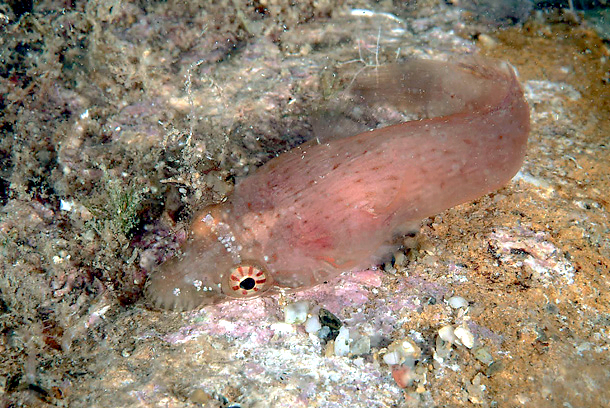
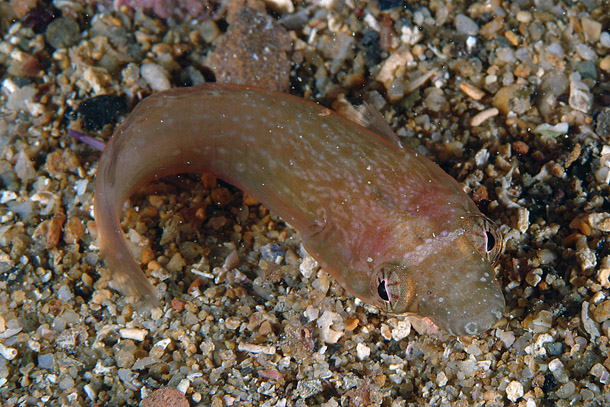